# Please Please Please
Please Please Please är en låt av den amerikanska sångerskan Sabrina Carpenter. Den släpptes den 6 juni 2024 av Island Records som den andra singeln från hennes sjätte studioalbum Short n' Sweet. Låten skrevs av henne själv tillsammans med Amy Allen och Jack Antonoff.